# Anatoli Pakhtussov
Anatoli Pakhtussov (en ucrainès Анатолий Пахтусов; Mirnoye, óblast de Donetsk, 17 d'abril de 1985) és un ciclista ucraïnès, professional des del 2009 fins al 2016.

## Palmarès
- 2008
  - Vencedor d'una etapa al Giro de la Vall d'Aosta
- 2009
  - 1r al Gran Premi Jasnej Góry
- 2012
  - Vencedor d'una etapa al Gran Premi de Sotxi
  - Vencedor d'una etapa al Tour de Szeklerland
- 2013
  - 1r al Gran Premi de Donetsk